# Manuel Tello Macías
Manuel Tello Macías (Ciudad de México, 15 de marzo de 1935-Ciudad de México, 23 de marzo de 2010) fue un político y diplomático mexicano que ejerció de secretario de Relaciones Exteriores en 1994.

## Biografía
Estudió Relaciones Internacionales en la Universidad de Georgetown y obtuvo la maestría en la misma disciplina por el Instituto de Altos Estudios  Internacionales de Ginebra. Fue director general de Organismos Internacionales, subsecretario de Asuntos Multilaterales, embajador de México en Gran Bretaña y Francia, así como representante permanente ante la Organización de las Naciones Unidas y los Organismos Internacionales con sede en Ginebra.
Asumió el cargo de secretario de Relaciones Exteriores por nombramiento del presidente Carlos Salinas de Gortari del 10 de enero al 30 de noviembre de 1994. Durante su gestión, Manuel Tello suscribió, con el secretario general de la Organización para la Cooperación y el Desarrollo Económico, Jean Claude Paye, la carta-invitación con la que la Organización invita formalmente a México a ingresar como vigesimoquinto miembro de pleno derecho. Este documento fue suscrito en una sesión especial del Consejo de la OCDE que se llevó a cabo en París.
En marzo de 2002 fue nombrado titular del Instituto Matías Romero de la Cancillería. 
Manuel Tello Macías fue autor, entre otros, de La política exterior de México y Documentos de política internacional.
Era hijo de Manuel Tello Baurraud, diplomático y secretario de Relaciones Exteriores en los gobiernos de Miguel Alemán Valdés y Adolfo López Mateos, y hermano de Carlos Tello Macías, secretario de Programación y Presupuesto en el gobierno de José López Portillo.